# Jerry Lee Wells
Jerry Lee Wells (nacido en Glasgow, Kentucky en 1944 y fallecido en la misma ciudad el 26 de mayo de 2014) fue un jugador de baloncesto estadounidense que tras su etapa universitaria, y a pesar de ser elegido en el draft de la NBA, tuvo que dejar el baloncesto tras ser reclutado por el ejército de su país. Con 1,90 metros de estatura, lo hacía en la posición de base.

## Trayectoria deportiva

### Universidad
Jugó durante tres temporadas con los Stars de la Universidad de Oklahoma City, en las que promedió 18,9 puntos y 5,6 rebotes por partido. Fue, junto a Charles “Big Game” Hunter, uno de los dos primeros afroamericanos en jugar a baloncesto en su universidad.

### Profesional
Fue elegido en la decimosexta posición del 1966 por Cincinnati Royals, pero fue reclutado por el ejército de su país, abandonando el desarrollo de su deporte.